# Maria de Harcourt
Maria de Harcourt (em francês:  Marie; Harcourt, 9 de setembro de 1398 — 29 de abril de 1476) foi suo jure condessa de Aumale e Harcourt, além de baronesa de Elbeuf. Foi casada com o conde Antônio de Vaudémont.

## Família
Maria foi a primeira filha e segunda criança nascida do conde João VII de Harcourt e de Maria de Alençon. Seus avós paternos eram João VI de Harcourt e Catarina de Bourbon. Seus avós maternos eram o conde Pedro II de Alençon e Maria Chamaillart, viscondessa de Beaumont-au-Maine.
Ela teve dois irmãos: o conde João VIII de Harcourt, e Joana, condessa de Harcourt.

## Biografia
Aos dezessete anos, Maria casou-se com Antônio, futuro conde de Vaudémont no dia de 12 de agosto de 1416. Ele era filho do conde Frederico I de Vaudémont e de Margarida de Joinville. Portanto, ele era irmão de Isabel de Lorena-Vaudémont, condessa de Nassau-Saarbrücken e tradutora de canções de Gesta.
Maria foi condessa de Aumale de 1424 a 1452. Após a morte de seu pai em 1452, Maria tentou reivindicar a herança da Casa de Harcourt, excluindo sua irmã Joana. Ainda em 1452, tornou-se baronesa de Elbeuf.
Em 1476, ela foi condessa de jure junto com a irmã.
O casal teve cinco filhos, três meninos e duas meninas. O conde Antônio faleceu em 22 de março de 1458, e foi enterrado na Igreja de São Francisco dos Cordeliers, em Nancy.
A condessa Maria permaneceu viúva por dezoito anos, e faleceu em 29 de abril de 1476, aos 77 anos de idade. Foi sepultada na mesma igreja em que se encontrava seu marido.

## Descendência
- Frederico II de Vaudémont (1417 - 31 de agosto de 1470), foi sucessor do pai. Foi marido de Iolanda de Lorena, duquesa de Anjou, com quem teve seis filhos;
- Margarida de Lorena-Vaudémont (m. após 15 de setembro de 1477), senhora de Aarschot e de Bierbeek. Foi esposa de Antônio I de Cröy, senhor de Cröy, com quem teve cinco filhos;
- João de Harcourt (m. 1473), foi sucessor da mãe. Além disso foi Marechal da Normandia, em 1465 ou 1466, e governador de Anjou. Não se casou e nem teve filhos;
- Henrique de Lorena-Vaudémont (m. 2 de outubro de 1505), foi bispo de Thérouanne em 1447, e de Metz, de 1484 a 1505;
- Maria de Lorena-Vaudémont (m. 23 de abril de 1455), foi a segunda esposa do visconde Alano IX de Rohan, com quem teve um filho.